# Ederson
Ederson Santana de Moraes (sinh ngày 8 tháng 9 năm 1993), thường được biết đến dưới tên gọi Ederson, là một cầu thủ bóng đá chuyên nghiệp người Brazil hiện đang thi đấu ở vị trí thủ môn cho câu lạc bộ Galatasaray tại Süper Lig và đội tuyển bóng đá quốc gia Brazil. Anh được đánh giá là một trong những thủ môn xuất sắc nhất thế giới trong thế hệ của mình nhờ khả năng phân phối bóng chính xác và kỹ năng chơi chân tốt.

## Sự nghiệp câu lạc bộ

### Rio Ave
Sinh ra ở Osasco, São Paulo, Ederson bắt đầu sự nghiệp bóng đá vào năm 2008 tại câu lạc bộ địa phương São Paulo FC. Anh đã chơi một mùa giải ở câu lạc bộ đó trước khi gia nhập Benfica ở Bồ Đào Nha. Ở tuổi 16, anh đã trải qua hai năm tại đội trẻ trước khi rời vào năm 2011 và cuối cùng ký hợp đồng với câu lạc bộ Giải hạng hai Ribeirão.
Một năm sau, Ederson gia nhập câu lạc bộ Rio Ave tại Primeira Liga và anh đã ký hợp đồng có thời hạn đến năm 2014 vào mùa hè năm 2012. Vào tháng 4 năm 2015, sau chuỗi phong độ tốt và được triệu tập lên đội tuyển U-23 Brasil, anh ký hợp đồng mới với đội bóng này cho đến năm 2019.

### Benfica
Vào ngày 27 tháng 6 năm 2015, Ederson tái gia nhập Benfica, nhà vô địch Bồ Đào Nha. Sau đó, vào tháng 7 năm 2015, anh chính thức ký hợp đồng 5 năm với câu lạc bộ với hợp đồng trị giá 500.000 euro và đặt ra điều khoản giải phóng 45 triệu euro. Rio Ave vẫn giữ 50% quyền kinh tế của thủ môn sắp tới. Trong mùa giải 2015–16, Ederson là sự lựa chọn thứ hai tại đội một vì chỗ chính đã được giữ bởi thủ môn đồng hương Júlio César. Ederson lần đầu chơi một số trận ở Segunda Liga với đội dự bị ở và với đội một tại Taça da Liga. Vào ngày 5 tháng 3 năm 2016, anh ra mắt tại Primeira Liga ở trận đấu trước đối thủ địa phương Sporting CP khi anh thay người cho Júlio César bị chấn thương. Benfica thắng trận derby Lisbon 0–1 và chiếm vị trí dẫn đầu ở Primeira Liga. Sau đó, anh góp mặt trong 11 chiến thắng nữa để giúp Benfica giành chức vô địch thứ 35 và chức vô địch thứ ba liên tiếp của đội. Năm ngày sau, anh chơi trận chung kết Taça da Liga với Marítimo và Benfica thắng 6–2 tại trận này. Ngoài ra, anh còn chơi ba trận tại Champions League, nơi Benfica lọt vào tứ kết. Trong mùa giải tiếp theo, anh cùng Benfica giành cú ăn ba Primeira Liga, Taça de Portugal và Supertaça Cândido de Oliveira.

### Manchester City
Vào ngày 1 tháng 6 năm 2017, Benfica thông báo rằng Ederson đã gia nhập câu lạc bộ Premier League Manchester City với giá 35 triệu bảng (40 triệu euro). Vào thời điểm đó, vụ chuyển nhượng đã khiến anh trở thành thủ môn đắt giá thứ hai mọi thời đại - hiện cao thứ năm - sau Gianluigi Buffon (33 triệu bảng), người có phí chuyển nhượng, mặc dù cao thứ hai từ trước đến nay tính theo bảng Anh, vẫn là cao nhất mọi thời đại tính bằng euro (52 triệu euro năm 2001) cho đến Alisson Becker (75 triệu euro năm 2018) và bây giờ là Kepa Arrizabalaga (80 triệu euro năm 2018). Vụ chuyển nhượng Ederson ngang bằng với vụ chuyển nhượng của Axel Witsel và nó trở thành mức phí lớn nhất mà một câu lạc bộ từng trả cho một cầu thủ Benfica.
Ederson ngay lập tức được đưa vào làm thủ môn số một của Pep Guardiola và anh thay thế Claudio Bravo. Anh có trận ra mắt thi đấu cho Manchester City vào ngày 12 tháng 8 năm 2017 trong chiến thắng 0–2 trên sân khách trước Brighton & Hove Albion. Anh đã giữ sạch lưới trong trận đấu này. Vào ngày 9 tháng 9 trong trận đấu với Liverpool, anh bị Sadio Mané đá vào mặt và buộc phải rời trận đấu sau 8 phút điều trị. Anh bị khâu tám mũi, còn Mané bị trọng tài Jon Moss đuổi khỏi sân và cấm thi đấu ba trận tiếp theo. Ederson đá trận tiếp theo vào tuần sau ở Champions League gặp Feyenoord với một chiếc mũ bảo hộ. Ederson cho rằng pha va chạm của Mané là vô tình và anh đã chấp nhận lời xin lỗi từ Mané.
Vào ngày 19 tháng 8 năm 2018, Ederson trở thành thủ môn đầu tiên của Manchester City thực hiện pha kiến tạo ở Premier League khi cú đá thành bàn của anh được Sergio Agüero chuyển hóa thành bàn thắng mở tỷ số trong chiến thắng 6–1 trước Huddersfield Town.
Vào ngày 26 tháng 7 năm 2020, Ederson được trao Găng tay vàng vì giữ sạch lưới nhiều nhất (16) trong mùa giải 2019–20 sau chiến thắng 5–0 trên sân nhà trước Norwich City.

## Sự nghiệp quốc tế
Ederson có tên trong đội hình tạm thời của Brasil tham dự Copa América Centenario nhưng đã bị loại khỏi đội hình chính thức do chấn thương. Anh ra mắt đội tuyển quốc gia tại chiến thắng 3–0 trước Chile ở vòng loại World Cup 2018 vào tháng 10 năm 2017. Vào tháng 5 năm 2018, anh có tên trong đội hình 23 người cuối cùng của Tite tham dự World Cup ở Nga.
Vào tháng 5 năm 2019, Ederson được đưa vào đội hình 23 người của Brasil tham dự Copa América 2019.
Vào tháng 6 năm 2021, anh ra mắt tại giải đấu lớn cho Brasil. Anh đá chính và giữ sạch lưới trong chiến thắng 4–0 trước Peru tại Copa América 2021. Vào ngày 10 tháng 7, anh đá chính trong trận thua 0-1 trước đối thủ kình địch Argentina trong trận chung kết.
Vào ngày 7 tháng 11 năm 2022, Ederson được triệu tập lên đội tuyển tham dự FIFA World Cup 2022 và là thủ môn lựa chọn thứ hai sau Alisson Becker.

## Đời tư
Ederson nhập quốc tịch Bồ Đào Nha vào năm 2016. Cơ thể anh có rất nhiều hình xăm, bao gồm một bông hồng và đầu lâu trên cổ, đôi cánh thiên thần trên lưng, một chiếc cúp Liên đoàn Bồ Đào Nha trên chân mà anh ấy đã giành được cho Benfica vào năm 2016 và năm 2017, và thậm chí cả một hình xăm chữ 'Tôi thuộc về Chúa Giêsu' để thể hiện đức tin Kitô giáo của anh. Ngoài ra, anh cũng giữ Kỷ lục Guinness Thế giới về cú đá dài nhất sau khi sút bóng 75,35 m trên mặt đất tại Etihad Campus vào ngày 10 tháng 5 năm 2018.

## Thống kê sự nghiệp

### Câu lạc bộ
Tính đến 30 tháng 6 năm 2025
| Câu lạc bộ          | Mùa giải            | Giải vô địch        | Giải vô địch | Giải vô địch | Cúp quốc gia | Cúp quốc gia | Cúp Liên đoàn | Cúp Liên đoàn | Châu lục | Châu lục | Khác | Khác | Tổng cộng | Tổng cộng |
| Câu lạc bộ          | Mùa giải            | Hạng đấu            | Trận         | Bàn          | Trận         | Bàn          | Trận          | Bàn           | Trận     | Bàn      | Trận | Bàn  | Trận      | Bàn       |
| ------------------- | ------------------- | ------------------- | ------------ | ------------ | ------------ | ------------ | ------------- | ------------- | -------- | -------- | ---- | ---- | --------- | --------- |
| Ribeirão            | 2011–12             | Segunda Divisão     | 29           | 0            | 1            | 0            | 0             | 0             | —        | —        | —    | —    | 30        | 0         |
| Rio Ave             | 2012–13             | Primeira Liga       | 2            | 0            | 2            | 0            | 3             | 0             | —        | —        | —    | —    | 7         | 0         |
| Rio Ave             | 2013–14             | Primeira Liga       | 18           | 0            | 7            | 0            | 3             | 0             | —        | —        | —    | —    | 28        | 0         |
| Rio Ave             | 2014–15             | Primeira Liga       | 17           | 0            | 5            | 0            | 4             | 0             | 2        | 0        | 0    | 0    | 28        | 0         |
| Rio Ave             | Tổng cộng           | Tổng cộng           | 37           | 0            | 14           | 0            | 10            | 0             | 2        | 0        | 0    | 0    | 63        | 0         |
| Benfica B           | 2015–16             | LigaPro             | 4            | 0            | —            | —            | —             | —             | —        | —        | —    | —    | 4         | 0         |
| Benfica             | 2015–16             | Primeira Liga       | 10           | 0            | 0            | 0            | 5             | 0             | 3        | 0        | 0    | 0    | 18        | 0         |
| Benfica             | 2016–17             | Primeira Liga       | 27           | 0            | 3            | 0            | 3             | 0             | 5        | 0        | 0    | 0    | 38        | 0         |
| Benfica             | Tổng cộng           | Tổng cộng           | 37           | 0            | 3            | 0            | 8             | 0             | 8        | 0        | 0    | 0    | 56        | 0         |
| Manchester City     | 2017–18             | Premier League      | 36           | 0            | 0            | 0            | 0             | 0             | 9        | 0        | —    | —    | 45        | 0         |
| Manchester City     | 2018–19             | Premier League      | 38           | 0            | 6            | 0            | 1             | 0             | 10       | 0        | 0    | 0    | 55        | 0         |
| Manchester City     | 2019–20             | Premier League      | 35           | 0            | 1            | 0            | 0             | 0             | 8        | 0        | 0    | 0    | 44        | 0         |
| Manchester City     | 2020–21             | Premier League      | 36           | 0            | 0            | 0            | 0             | 0             | 12       | 0        | —    | —    | 48        | 0         |
| Manchester City     | 2021–22             | Premier League      | 37           | 0            | 1            | 0            | 0             | 0             | 11       | 0        | 0    | 0    | 49        | 0         |
| Manchester City     | 2022–23             | Premier League      | 35           | 0            | 1            | 0            | 0             | 0             | 11       | 0        | 1    | 0    | 48        | 0         |
| Manchester City     | 2023–24             | Premier League      | 33           | 0            | 0            | 0            | 0             | 0             | 7        | 0        | 3    | 0    | 43        | 0         |
| Manchester City     | 2024–25             | Premier League      | 26           | 0            | 2            | 0            | 0             | 0             | 8        | 0        | 4    | 0    | 40        | 0         |
| Manchester City     | Tổng cộng           | Tổng cộng           | 276          | 0            | 11           | 0            | 1             | 0             | 76       | 0        | 8    | 0    | 372       | 0         |
| Galatasaray         | 2025–26             | Süper Lig           | 0            | 0            | 0            | 0            | —             | —             | 0        | 0        | —    | —    | 0         | 0         |
| Tổng cộng sự nghiệp | Tổng cộng sự nghiệp | Tổng cộng sự nghiệp | 383          | 0            | 29           | 0            | 19            | 0             | 86       | 0        | 8    | 0    | 525       | 0         |

1. ↑  Bao gồm Taça de Portugal, FA Cup, Turkish Cup
2. ↑  Bao gồm Taça da Liga và EFL Cup
3. ↑  Ra sân tại UEFA Europa League
4. 1 2 3 4 5 6 7 8 9 10 11  Ra sân tại UEFA Champions League
5. ↑  Ra sân tại FA Community Shield
6. ↑  Ra sân một lần tại UEFA Super Cup, ra sân hai lần tại FIFA Club World Cup
7. ↑  Ra sân một lần tại FA Community Shield, ra sân ba lần tại FIFA Club World Cup

### Quốc tế
Tính đến 17 tháng 10 năm 2023
| Đội tuyển quốc gia | Năm       | Trận | Bàn |
| ------------------ | --------- | ---- | --- |
| Brasil             | 2017      | 1    | 0   |
| Brasil             | 2018      | 2    | 0   |
| Brasil             | 2019      | 6    | 0   |
| Brasil             | 2020      | 2    | 0   |
| Brasil             | 2021      | 6    | 0   |
| Brasil             | 2022      | 2    | 0   |
| Brasil             | 2023      | 6    | 0   |
| Tổng cộng          | Tổng cộng | 25   | 0   |

## Danh hiệu

### Câu lạc bộ
Benfica
- Primeira Liga: 2015–16, 2016–17[26]
- Taça de Portugal: 2016–17[26]
- Taça da Liga: 2015–16[26]

Manchester City
- Premier League: 2017–18, 2018–19, 2020–21, 2021–22, 2022–23,[27] 2023–24
- FA Cup: 2018–19[28], 2022–23[29]
- EFL Cup: 2017–18,[30] 2018–19,[31] 2019–20,[32] 2020–21[33]
- FA Community Shield: 2018,[34] 2019[35], 2024
- UEFA Champions League: 2022–23;[36] á quân: 2020–21[37]
- UEFA Super Cup: 2023[38]
- FIFA Club World Cup: 2023[39]

### Đội tuyển quốc gia
- Copa América: 2019[40]

### Cá nhân
- Đội hình xuất sắc nhất năm O Jogo : 2016[41]
- Đội hình xuất sắc nhất năm SJPF Primeira Liga : 2016[42]
- Thủ môn xuất sắc nhất năm LPFP Primiera Liga: 2016–17[43]
- Đội hình 11 cầu thủ đột phá UEFA Champions League: 2017[44]
- PFA Premier League Team of the Year: 2018–19,[45] 2020–21[46]
- Găng tay vàng Premier League: 2019–20, 2020–21, 2021–22[27]
- Đội hình xuất sắc nhất UEFA Champions League: 2020–21[47]